# SR Sverige
SR Sverige var en av Sveriges Radios kanaler och sände via DAB-radio och via Internet.
Kanalen har delat upp sig och själva SR Sverige sänder inte längre några program.
- SR Atlas
- SR Världen